# Lech am Arlberg
Lech am Arlberg (pogosto imenovana tudi Lech) je občina v Avstriji s 1589 prebivalci in istoimenska vas ob reki Lech. Leži v okraju Bludenz, ki leži v najbolj zahodni avstrijski deželi Predarlska bregovih reke Lech. Lech spada tako geografsko kot tudi zgodovinsko v okraj Tannberg. Občina je mednarodno znano smučišče v Arlbergu.

## Zgodovina
Lech so v prvi polovici 14. stoletja naselili in ustanovili Walserjevi migranti iz kantona Wallis v Švici. Do devetnajstega stoletja je bil znan kot "Tannberg", vendar so pozneje ime spremenili v "Tannberg am Lech", iz katerega je izpeljano tudi sedanje ime "Lech". V Lechu naj bi bila okoli leta 1930 zgrajena Cerkev svetega Nikolaja, ki je bila župnijska cerkev upravnega okraja Tannberg. Do leta 1806 je bilo v Lechu tudi okrajno sodišče Tannberg.

## Podnebje
Lech ima subarktično podnebje, ki meji na celinsko podnebje s hladnimi zimami in hladnimi poletji. Zaradi močnega snega, ki zapade pozimi, je Lech zelo priljubljeno smučarsko središče.

## Smučarski center
V zadnjih letih je Lech postal ena najpomembnejših svetovnih smučarskih destinacij in dom številnih svetovnih in olimpijskih smučarskih prvakov. Lech je najbolj znan po alpskem smučanju. Je eno najobsežnejših povezanih smučišč v Avstriji in eno največjih v Evropi. Lech je tudi izhodiščna in končna točka za The White Ring, ki je priljubljena pot in prizorišče vsakoletne dirke. S svojimi 22 km velja za najdaljši smučarski krog na svetu. V Lechu so bili posneti prizori gorskih počitnic v filmu Bridget Jones: The Edge of Reason. 

### Svetovni pokal v alpskem smučanju
Smučišče Lech-Zürs je bilo v preteklosti prizorišče številnih svetovnega prvenstva v alpskem smučanju, vključno z naslednjimi: 
- Januar 1988: superveleslalom (ženske), zmagovalka: Zoe Haas
- november 1991: 2 slalomski tekmi (ženske), zmagovalke: Vreni Schneider in Blanca Fernández Ochoa
- Januar 1993: slalom (moški), zmagovalec: Thomas Fogdö
- Januar 1993: kombinacija (moški), zmagovalec: Marc Girardelli
- december 1993: superveleslalom (moški), zmagovalec: Hannes Trinkl
- december 1994: 2 slalomski tekmi (moški), zmagovalec: Alberto Tomba

Po 26-letnem premoru so novembra 2020 v Lechu znova potekale tekme alpskega smučanja.   14. in 15. novembra sta potekali paralelni tekmi ter ekipna tekma. 

## Pomembni prebivalci
- Gerhard Nenning (*1940-1995), alpski smučar
- Trudi Beiser, olimpijska smučarska prvakinja iz 1940-ih in 1950-ih let in svetovna prvakinja v smučanju
- Othmar Schneider, olimpijski prvak v smučanju 1950-ih
- Egon Zimmermann, olimpijski prvak v smučanju 1960-ih in svetovni prvak v smučanju
- Patrick Ortlieb, olimpijski smučarski prvak iz 1990-ih in svetovni prvak v smučanju
- Herbert Jochum, trener ameriške ženske olimpijske smučarske reprezentance (Zürs)

## Pobratena mesta
- Beaver Creek, Avon, Colorado, Združene države Amerike
- Kampen, Nemčija
- Hakuba, Happo, Japonska